# Чаректар
Чаректар (азерб. Çərəktar), ранее некоторое время использовалось название — Чарекдар (азерб. Çərəkdar), село в Агдеринском районе Азербайджана, является центром Чаректарского сельского административно-территориального округа.

## Этимология
Название села имеет персидское происхождение. Могло записывать в документах и произноситься как Чарекдар, Черактар, Чаракдар, Чарактар, Челектар.
Согласно азербайджанской версии, населённый пункт был так назван по причине основания его семьями из племени коланы на местности, называвшейся Чаректар. Согласно этой версии Чаректар (азерб. Çərəktar) означает «арендатор» (азерб. icarəçi), и по-видимому территория села раньше сдавалась в аренду как посевной участок. Согласно армянской версии, состоит из слов «четыре» (арм. չորեք — «чорек») и «высота» (арм. դար — «дар»), и название село получило из-за своего расположения.
Согласно другим сведениям, во время голода в Карабахе в конце XVIII в. в селе пекли хлеб и раздавали его, из-за чего некоторые семьи из соседних сёл после этого остались жить в этом селе, хлеб на азербайджанском «çörək». Есть и версия, согласно которой Чарекдар (азерб. Çərəkdar) означает узкий проход, и село было так названо по причине того, что дороги, ведущие в Кельбаджар и обратно, проходят через этот узкий проход.

## География
Село Чаректар входит в состав Чаректарского сельского административно-территориального округа Агдеринского района, при этом село Чаректар является центром этого сельского административно-территориального округа.
Село расположено в предгорьях, на реке Тертер на высоте примерно 952 м, в 67 км к западу от районного центра — города Агдере, примерно в 36,7 км к востоку от районного центра — города Кельбаджар, примерно в 7,7 км к юго-востоку от села Венг, примерно в 84,5 км от города Ханкенди. Его площадь составляет 4353,45 га, имеются запасы минеральной воды.
Согласно общественно-политической газете «Təzadlar», профессор Камран Рустамов перечисляет названия 12 родников, расположенных рядом с селом: «Кенди булагы», «Гёй таланын булагы», «Новлу булагы», «Сары булагы», «Шыршыр булагы», «Айнанын булагы», «Зимзим булагы», «Турш су», «Армудлу булагы», «Хейренсе булагы», «Дживели булагы», «Чаректар булагы»..

## История
53-й католикос Кавказской Албанской церкви Бежген (1140) перенёс католический центр из Гянджи в монастырь в Чаректаре.
Согласно «Энциклопедическому словарю топонимов Азербайджана», на месте села Чаректар, как и в других местностях на реке Тертер обосновалось тюркское племя коланы. Об этом пишет епископ Армянской Апостольской церкви Макар Бархударянц:
- «…Ныне эти села заняло разбойничье племя коланы».

До вхождения в состав Российской империи село Чаректар было в составе Чилабюрдского магала Карабахского ханства.
В советский период на 1 января 1977 года село являлось центром Чаректарского сельсовета Мардакертского района Нагорно-Карабахской автономной области (НКАО) Азербайджанской ССР.
2 сентября 1991 года на совместной сессии Нагорно-Карабахского областного и Шаумяновского районного Советов народных депутатов была принята Декларация о провозглашении Нагорно-Карабахской Республики в границах Нагорно-Карабахской автономной области (НКАО) и сопредельного Шаумяновского района Азербайджанской ССР. 26 ноября 1991 года Верховный Совет Азербайджанский Республики принял закон «Об упразднении Нагорно-Карабахской автономной области Азербайджанской Республики». В этом законе было постановлено помимо упразднения Нагорно-Карабахской Автономной Области (НКАО), в том числе также и переименование Мардакертского района в Агдеринский.
Село оказалось под контролем армянских вооружённых сил во время активной фазы Первой карабахской войны, в результате чего азербайджанское население полностью покинуло эти места, большинство из них уехали в Гянджу.
Село было занято армянской стороной осенью 1991 года, затем Азербайджан восстановил контроль над селом в 1992 году.
Решением Милли Меджлиса Азербайджанской Республики № 327 от 13 октября 1992 года от Агдеринский район был ликвидирован, а село было передано в состав Кельбаджарского района.
Во время войны, в марте 1993 года, в боях за село были уничтожены 2 вертолёта и 1 танк, принадлежавшие армянской армии. Согласно азербайджанским источникам, в это время 10 человек из этого села погибли, и ещё две женщины были взяты в заложники армянской стороной.
27 марта 1993 года армянские вооружённые формирования заняли село, и таким образом, село попало под контроль непризнанной Нагорно-Карабахской Республики (НКР). Согласно административно-территориальному делению непризнанной республики село располагалось в Шаумянском районе НКР и носило название Чаректар (арм. Չարեկտար).
Осенью 2020 года, после подписания Заявления о прекращении огня, положившего конец Второй карабахской войне, армянские власти объявили армянскому населению Чаректара, что село будет передано под контроль Азербайджана в рамках вывода армянских сил из Кельбаджарского района. Жители села начали подготовку к выселению, при этом, ими было сожжено несколько домов, демонтирована крыша местной школы, вывезено имущество. Однако вскоре оказалось, что Чаректар, не входивший в состав Кельбаджарского района на момент начала конфликта, не подлежал передаче Азербайджану. После введения в регион российского миротворческого контингента в село вернулось всего три армянские семьи.
По итогам боевых действий в сентябре 2023 года Азербайджан восстановил свой контроль над селом и над всей территорией на тот момент бывшего Агдеринского района.
Законом от 5 декабря 2023 года в связи с воссозданием Агдеринского района из частей Агдамского, Кельбаджарского и Тертерского районов, Чаректарский сельский административно-территориальным округ вместе с входящим в него селом Чаректар был передан из состава Кельбаджарского района в состав Агдеринского района. В настоящее время село Чаректар является центром Чаректарского сельского административно-территориального округа Агдеринского района Азербайджана.

## Памятники истории и культуры
В селе находится старая мечеть, историческое кладбище, множество старинных хачкаров и надгробий, которые датируются X—XIII веками.

### Монастырь в Чаректаре
На вершине холма на правом берегу реки Тертер в селе находится монастырь Чаректар (Чаректараванк) XI—XII веков.

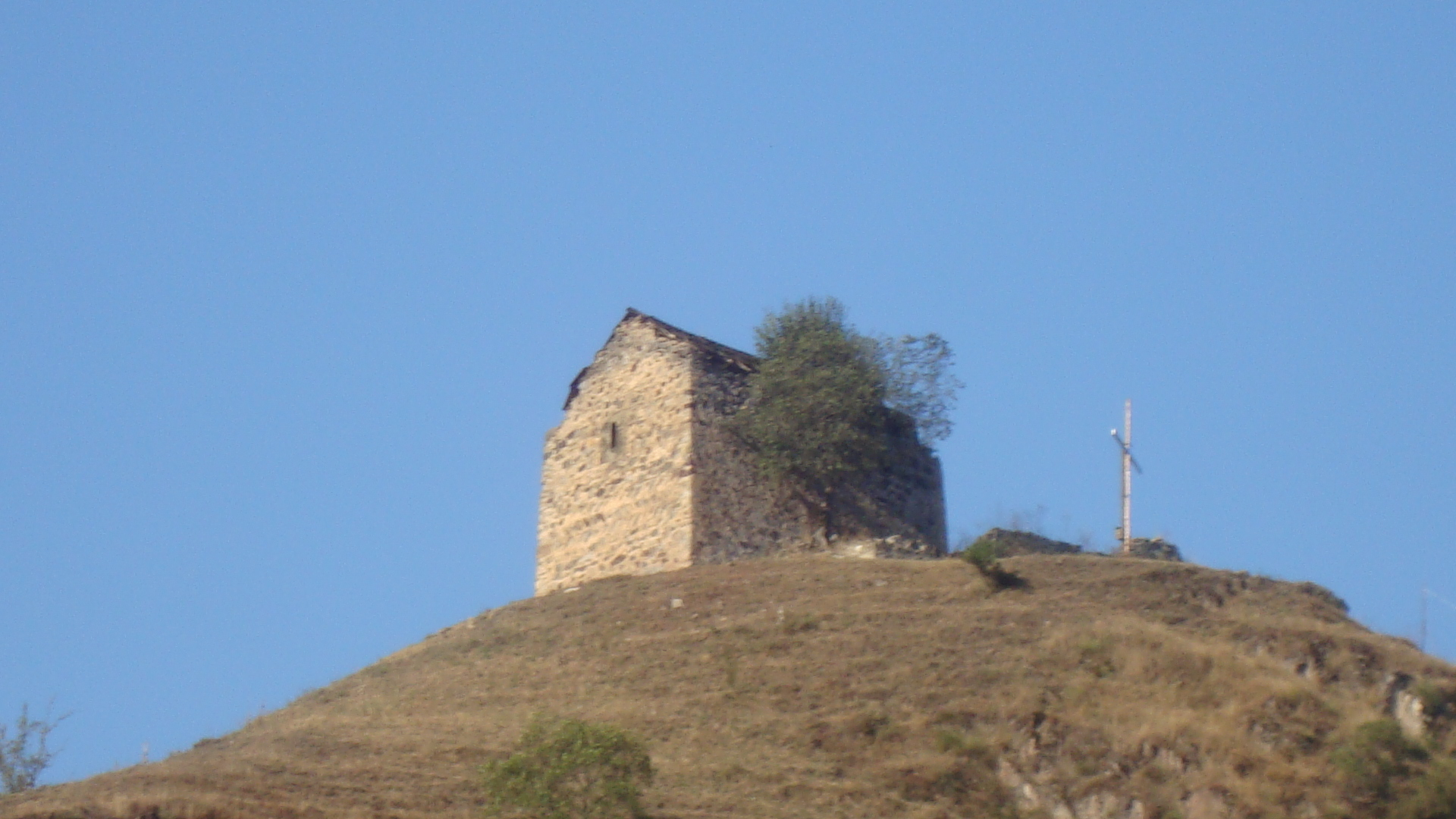
Монастырь на холме в Чаректаре

После Католикоса Григориса II престол католикоса несколько лет оставался пустым, священники были вынуждены скрываться. В то время центр католицизма был перенесён из Гянджи в монастырь в Чаректар 53-м католикосом Кавказской Албанской церкви Бежгеном (1140)
Точное дата основания монастыря неизвестна. Из дешифровки сохранившейся на месте надписи на хачкаре Саргис Джалалянц думал, что название монастыря было «Мшахан» (потом его повторил Бархударянц), расшифровка скульптуры была неправильно понята. По сохранившемуся на этом месте петроглифу видно, что в 1260 году был построен монастырь, названный Сурб Аствацацин.
Хотя монастырь был полностью уничтожен, многочисленные хачкары и надгробия были разбиты и скатились с холма, всё же в монастыре сохранилась значительная часть боковых стен притвора и колокольни, плиты с литографиями, хачкары и валуны.
Раскопки монастырского комплекса начались в 2009 году, на территории комплекса и в руинах близлежащих жилых домов обнаружены как целые, так и фрагментарные хачкары с надписями. Композиция хачкаров и стилистические особенности изваяний относятся к XII—XIV векам.

## Население
В 1912 году, по данным Кавказского календаря, в селе жили 199 человек, в основном — азербайджанцы (указаны как «татары»). По состоянию на 1 января 1933 года в Чаректаре проживало 202 человека (42 хозяйства), все — азербайджанцы (указаны как «тюрки»). Жители села были вынуждены покинуть село во время Первой карабахской войны, и впоследствии Чаректар был заселён армянами.
На 2005 год в Чаректаре проживало 159 человек, из них 76 мужчин и 83 женщины, на 2015 год — 262, 52 хозяйства.
| Год       | 1912 | 1933 | 2005 | 2008 | 2009 | 2010 | 2015 |
| --------- | ---- | ---- | ---- | ---- | ---- | ---- | ---- |
| Население | 199  | 202  | 159  | 212  | 212  | 196  | 262  |

## Экономика
В советский период население села занималось животноводством и табаководством. В селе действовали средняя школа, библиотека, клуб, киноустановка, медпункт.
На 2015 год в селе имелись средняя школа, поликлиника, считавшаяся властями непризнанной НКР сельская администрация. Дороги асфальтовые, грунтовые и гравийные, были доступны электричество и водоснабжение, по состоянию на 2015 год в школе обучалось 59 учащихся.

## Фотогалерея

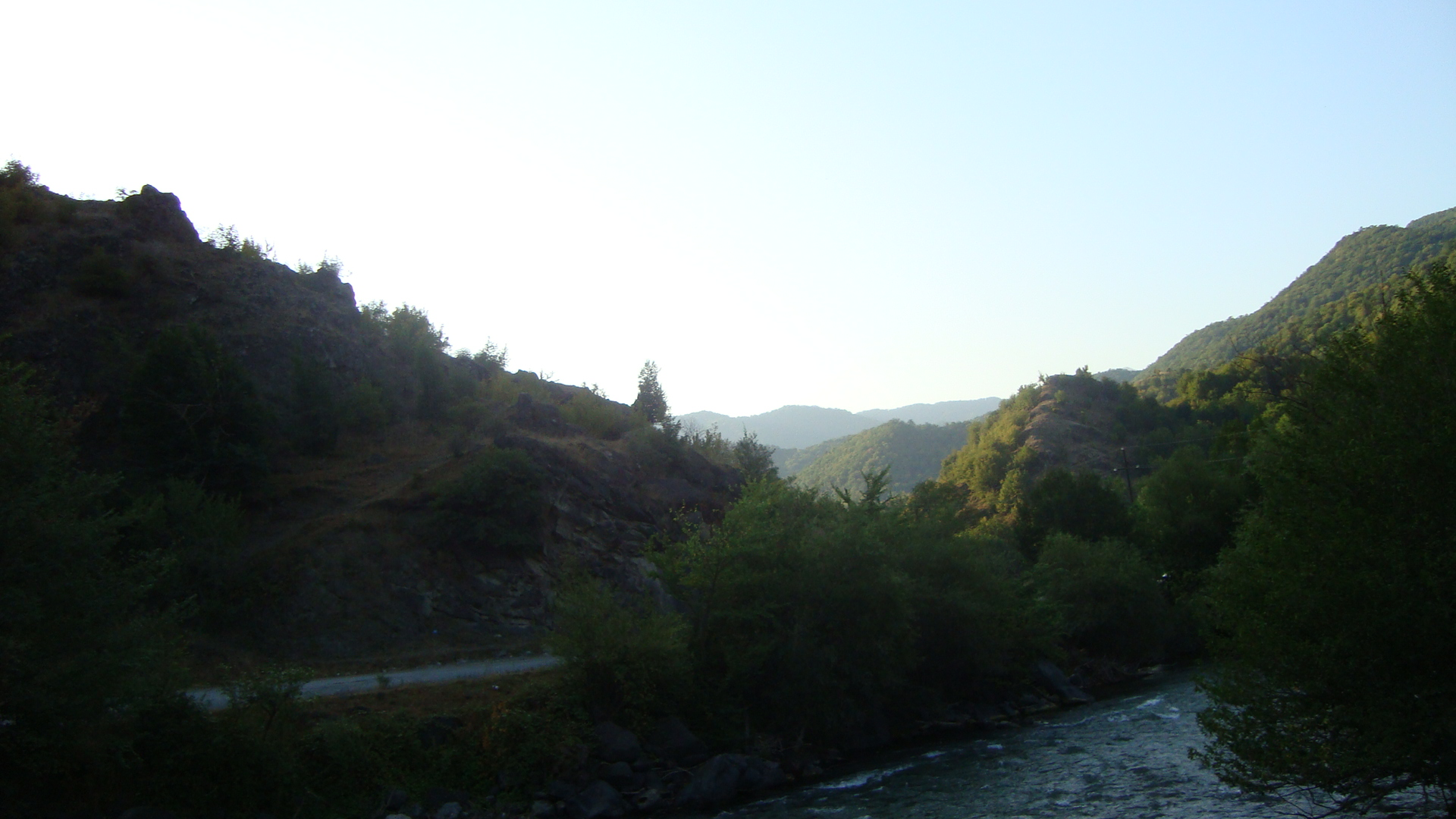
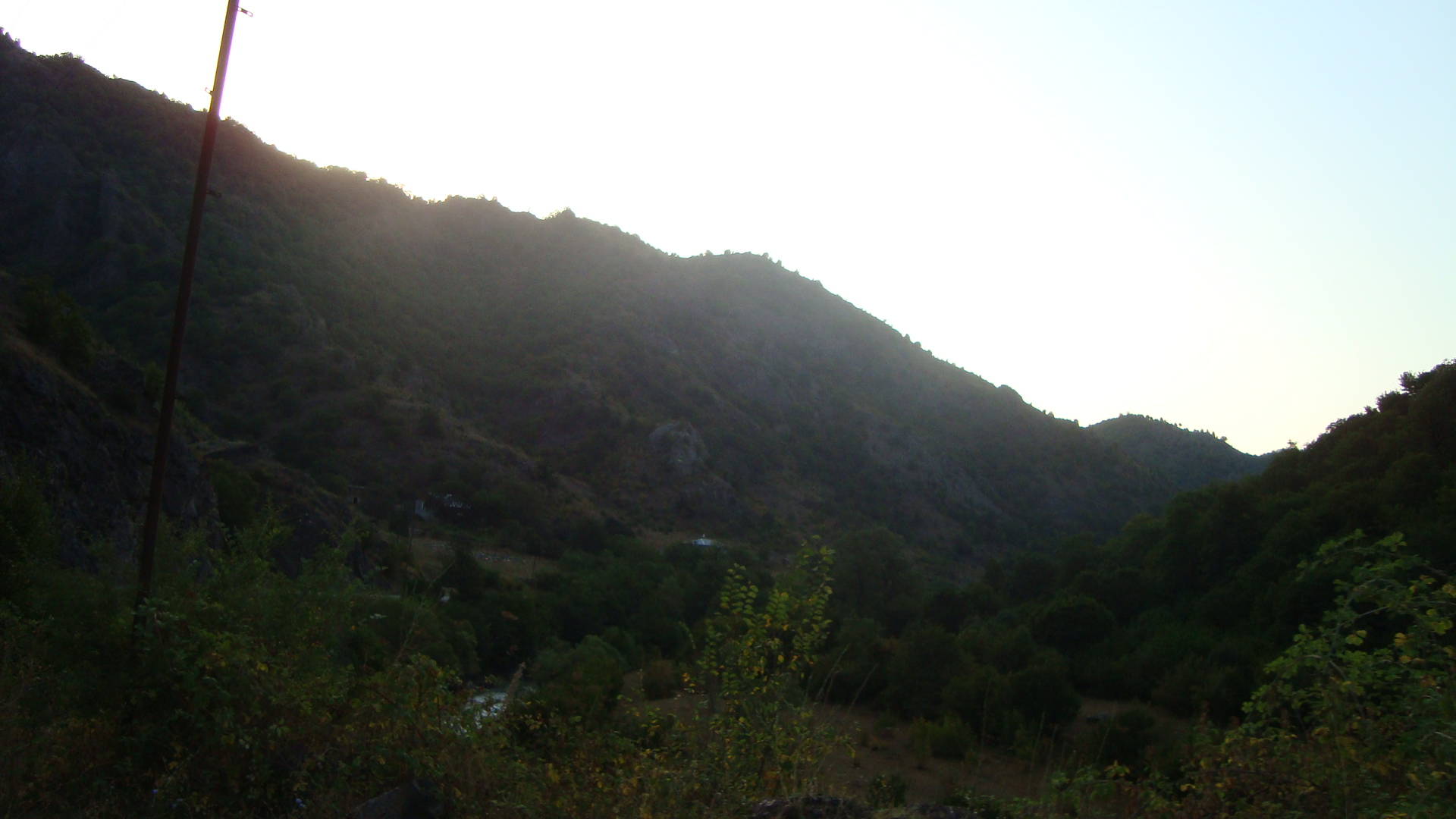
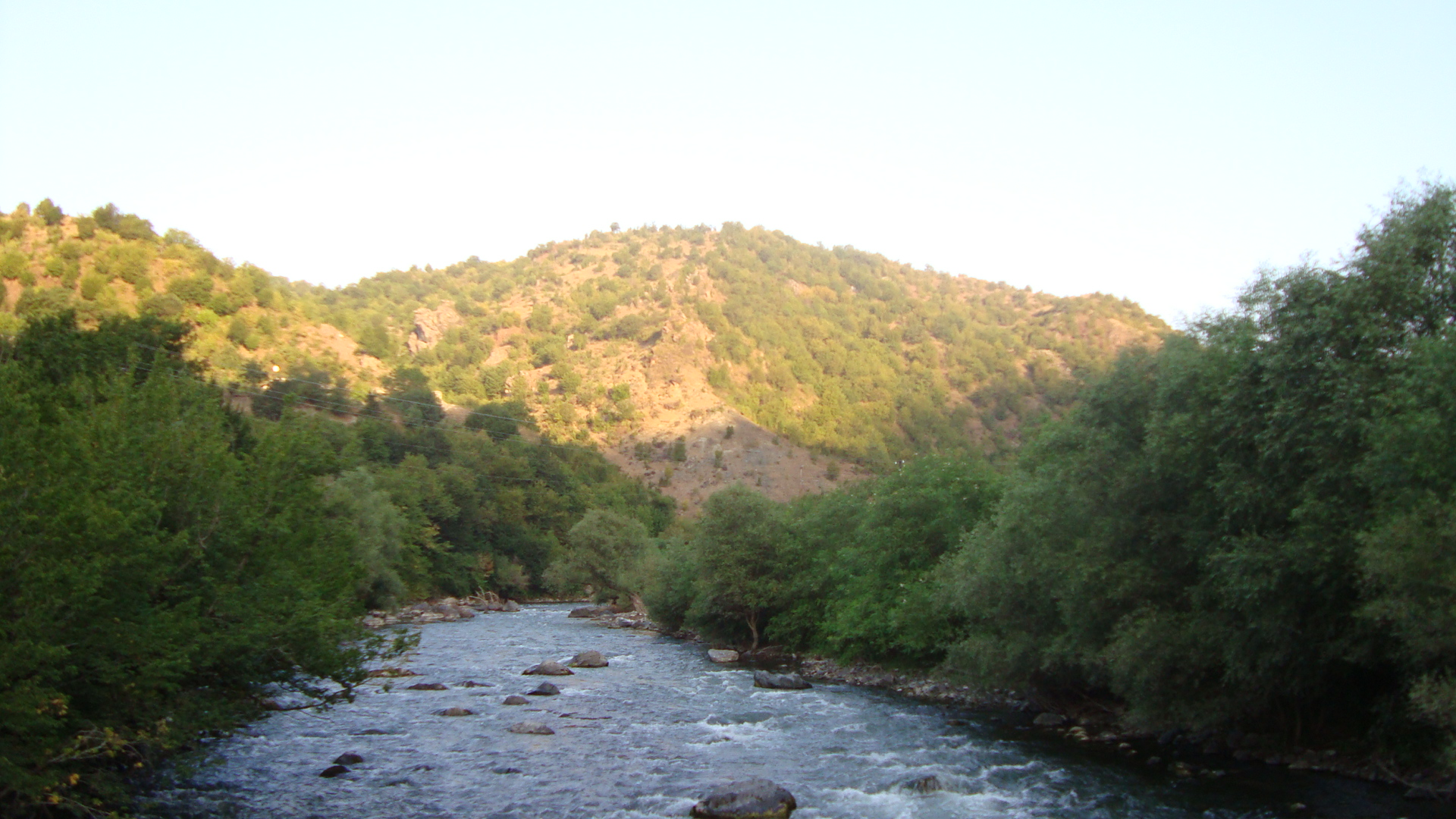
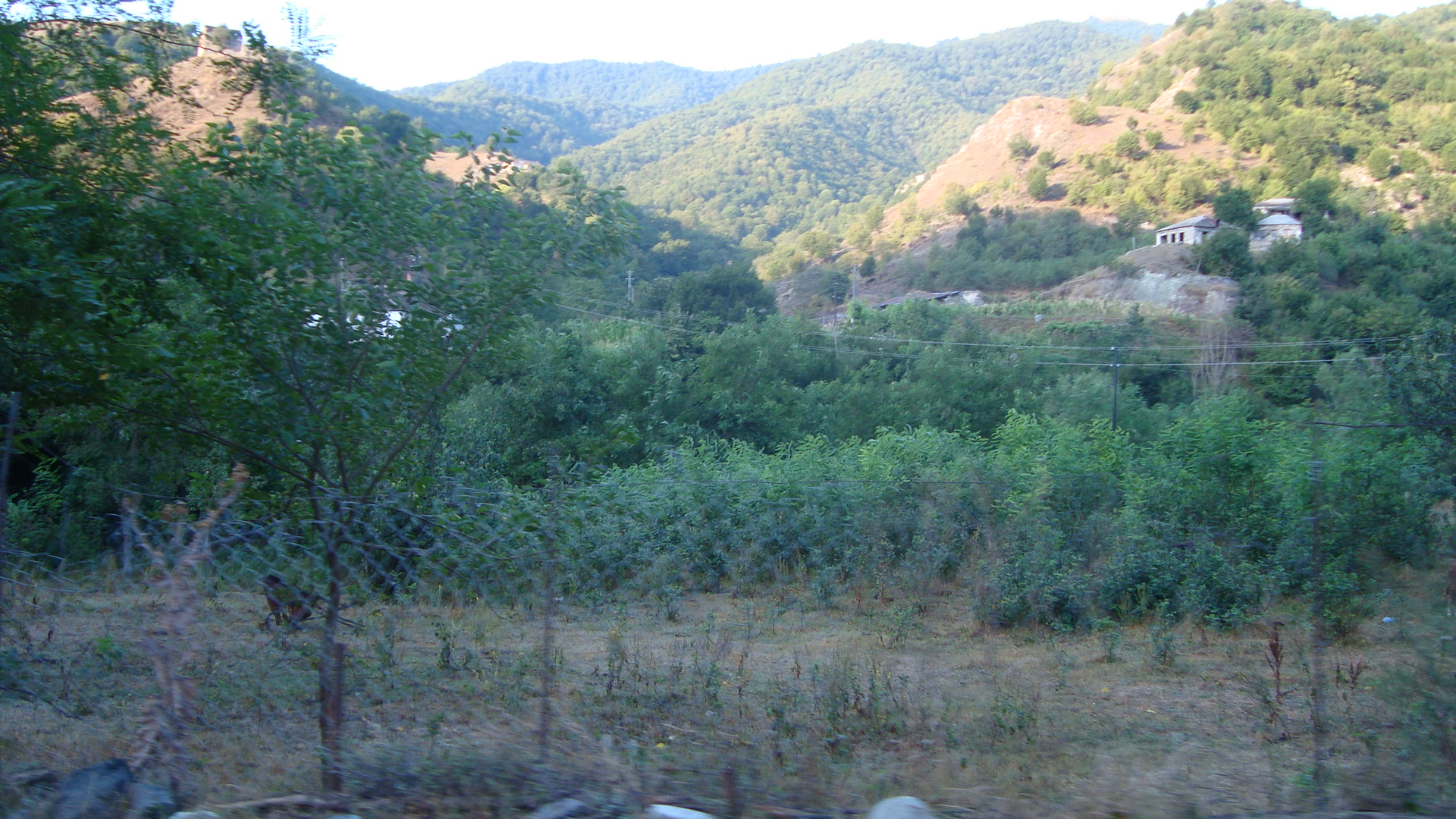